# سیارک ۱۱۶۴۴۶
سیارک ۱۱۶۴۴۶ (به انگلیسی: 116446 McDermid، نامگذاری:2004AG) صد و شانزده هزار و چهارصد و چهل و ششمین سیارک کشف شده‌است که در ۵ ژانویه ۲۰۰۴ کشف شد.